# Teiera
La teiera è un contenitore che viene utilizzato per l'infusione o anche solamente per servire il tè, le tisane o gli infusi in genere. I materiali d'elezione con cui è costruita sono principalmente la ceramica, la porcellana e il gres. Notevoli sono le teiere giapponesi in raku. Più raramente la teiera è in acciaio inox, vetro o ghisa.
Se fa parte di un servizio da tè ha le stesse forme, colori e decorazioni delle tazzine, della lattiera e della zuccheriera.

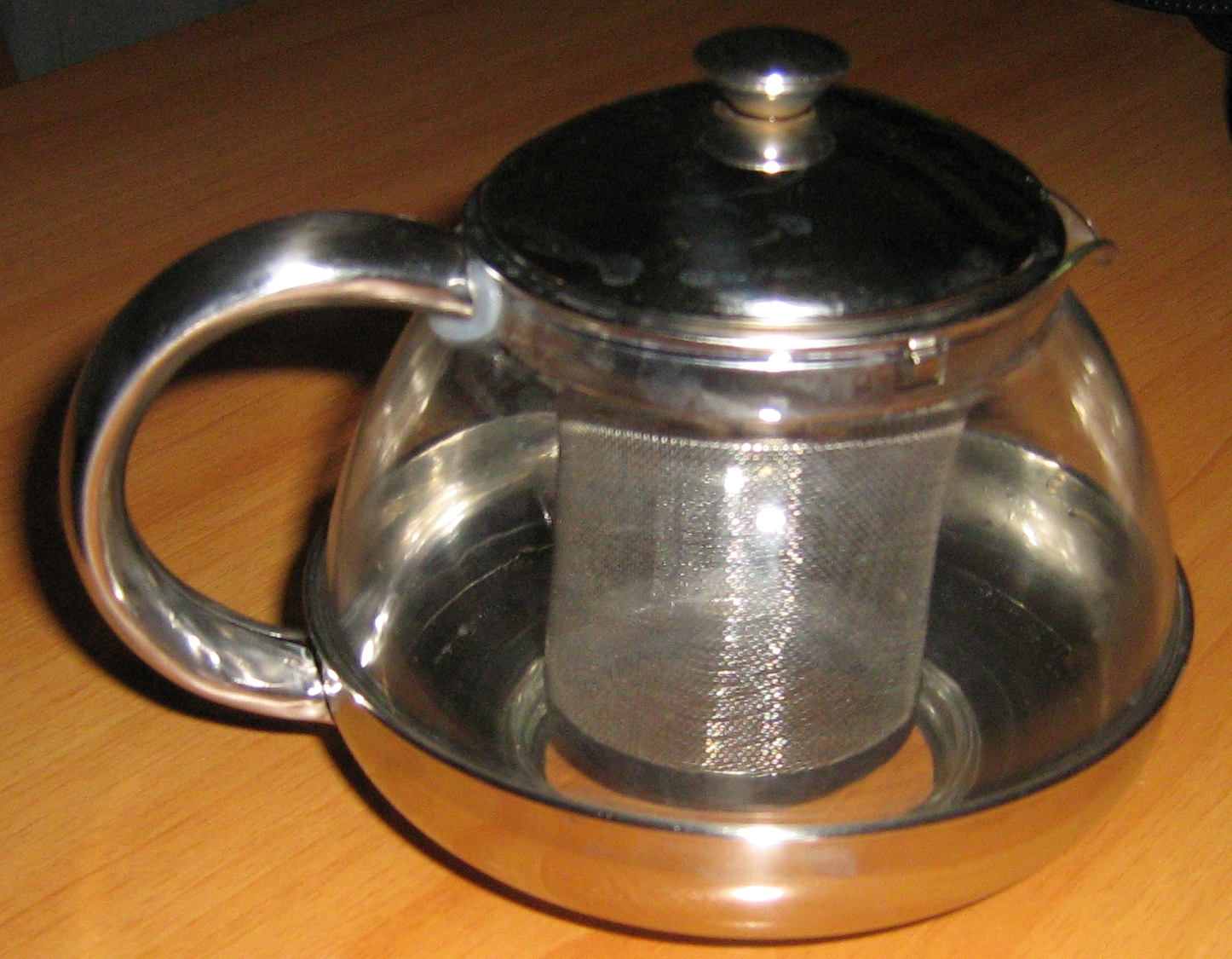
Una moderna teiera con infusore interno.

## Descrizione
La teiera può essere di varie dimensioni e caratteristiche: in genere ha una forma tondeggiante e panciuta, coperchio con pomolo per alzarlo senza scottarsi, beccuccio, manico ad ansa sul lato opposto al beccuccio oppure ad arco sopra la teiera.
L'infusore interno serve ad infondere il tè nell'acqua calda, ma allo stesso tempo a trattenerlo all'interno della teiera; può avere la forma di una paratia posta davanti al beccuccio, di una retina o più semplicemente essere costituito da piccoli fori. Nelle teiere moderne l'infusore è estraibile, perforato o dotato di retina sottile.

## Storia

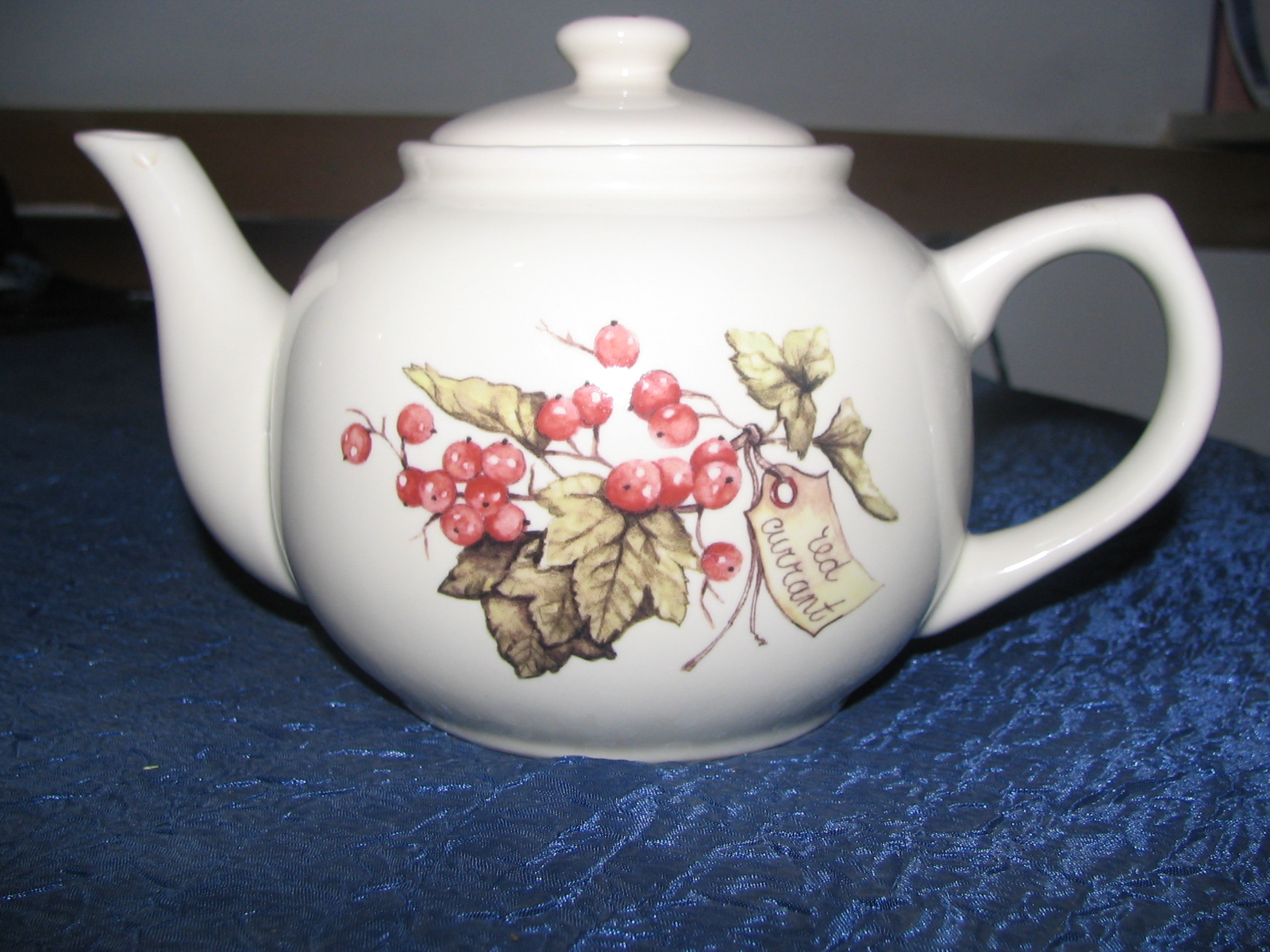
Teiera in porcellana

La teiera nasce in Europa nel Seicento, con il diffondersi della bevanda, ottenuta per infusione dalle foglie della pianta del tè. I primi esemplari si trovano in grandi città sulla costa, come Londra e Amsterdam, dove approdavano le navi che venivano dall'India, cariche di merci. I primi esemplari europei di teiera erano fabbricati con materiali a buon mercato (terraglia, stagno, ottone) e la bevanda si diffuse all'inizio tra i marinai. Intorno al 1660 l'infuso delle foglie del tè cominciò ad essere apprezzato anche dalla ricca borghesia; poi il tè divenne una bevanda di gran moda, soprattutto in Francia e in Inghilterra. Abili artigiani produssero teiere in argento, con decori a sbalzo e ad incisione. Vasi di porcellana cinesi, con il beccuccio, furono dotati di montature in argento e utilizzati per servire il tè.
Il manico delle prime teiere d'argento era coperto di cuoio, per non scottarsi al contatto. Più tardi furono utilizzati separatori di avorio o di legno, messi fra il manico e la sua attaccatura al corpo in argento della teiera, come di legno o di avorio era il pomellino sul coperchio che, da semplice sfera, nel Settecento si trasformò graziosamente in un ricciolo, o in un fiore. Servizi completi per il tè furono prodotti in porcellana o in maiolica da fabbriche tedesche, francesi, inglesi, italiane: erano composti dalla teiera, dalla piccola brocca per l'acqua calda, da quella per il latte, dalla zuccheriera, dal piattino per le fette di limone e dalle tazze con piattino.

### Cina
Il passaggio a recipienti specializzati per la preparazione del tè è stato alimentato dal passaggio dal tè in polvere al tè in foglie e dalla montatura alla macerazione avvenuto in Cina. È difficile individuare con esattezza l'epoca dell'invenzione di una teiera, poiché recipienti dalle forme simili alla moderna teiera erano conosciuti in Cina fin dal Neolitico, ma inizialmente erano usati per l'acqua e il vino, poiché la bollitura o la montatura del tè non richiedevano un contenitore specializzato. Quando la preparazione del tè passò all'infusione (durante la tarda dinastia Yuan), all'inizio si usò per questo scopo un recipiente simile a una brocca. La preparazione del tè durante le dinastie precedenti non utilizzava una teiera. Nella dinastia Tang, un calderone veniva usato per far bollire il tè macinato, che veniva servito in ciotole. Il tè della dinastia Song veniva preparato facendo bollire l'acqua in un bollitore e poi versando l'acqua in una ciotola con foglie di tè finemente macinate. È stato quindi utilizzato un pennello per mescolare il tè. La prova scritta di una teiera appare nel testo della dinastia Yuan Jiyuan Conghua, che descrive una teiera che l'autore, Cai Shizhan, acquistò dallo studioso Sun Daoming. Con la dinastia Ming, le teiere erano diffuse in Cina. Ci sono primi esempi di teiere, come quelle realizzate in ceramica Jun e le pentole in celadon a otto lobi dell'epoca Song-Yuan, ma un esperto di argilla Yixing, Kuei-Hsiang Lo, ritiene che le prime teiere realizzate appositamente per il tè siano apparse intorno al 1500 come copie di molto precedenti vasi da vino Yixing. Il primo esempio di tale teiera sopravvissuto fino ad oggi sembra essere quello del Flagstaff House Museum of Teaware; è stato datato al 1513 ed è attribuito a Gong Chun, il "padre della teiera Yixing".
Le prime teiere, come quelle ancora utilizzate nella moderna cerimonia del tè Gongfu, sono piccole per gli standard occidentali destinate al consumo individuale di tè. Usano un rapporto più elevato tra foglie e acqua, che consente al produttore di controllare le variabili della fermentazione per creare diverse piccole infusioni. Dopo la preparazione, il tè veniva quindi travasato in un recipiente separato, distribuito nelle tazzine di diversi bevitori e preparato di nuovo. Ciò consente di preparare sapientemente il tè e di sperimentare i cambiamenti di sapore attraverso le varie infusioni.
Le teiere realizzate con materiali ceramici come l'argilla sono state cotte a mano per decine di migliaia di anni, originariamente in Cina. L'argilla è un materiale popolare per le teiere, poiché tende a trattenere molto bene il calore.
Molte stoviglie cinesi tradizionali sono di argilla Yixing. Essa e altre argille regionali vengono lasciate non smaltate. Ciò consente all'argilla di assorbire il sapore dei tè preparati e di esaltare il sapore del tè successivamente alla preparazione. Alcuni praticanti di Gongfu designano i loro vasi non smaltati per tipi specifici, a volte anche varietà specifiche di tè.
Dalla fine del XVII secolo il tè veniva spedito dalla Cina all'Europa come parte dell'esportazione di spezie esotiche e beni di lusso. Le navi che portavano il tè trasportavano anche teiere di porcellana. La maggior parte di queste teiere erano dipinte in blu e bianco. La porcellana, essendo completamente vetrificata, resiste all'acqua di mare senza danni, quindi le teiere erano imballate sottocoperta mentre il tè era stivato sopra coperta per assicurarsi che rimanesse asciutto.

### Giappone
Le teiere Yixing divennero molto popolari in Giappone, con gli articoli Banko in particolare che erano una copia fedele degli originali cinesi. I miglioramenti più significativi sono stati gli affinamenti della forma e l'ampio uso del manico "sopra la testa" che facilita il trasporto della teiera.

### Tibet
Le teiere per il tè al burro in Tibet si stavano evolvendo contemporaneamente alle teiere cinesi, stabilendosi infine su una forma simile a una brocca.

### Europa
Le teiere Yixing arrivarono in Europa con il tè e divennero note come boccarro ("grande bocca" in portoghese). Furono utilizzati i modelli di teiere cinesi, poiché la conservazione del modo cinese di bere era considerata essenziale. Le teiere di porcellana erano particolarmente apprezzate perché la porcellana non poteva essere prodotta in Europa a quel tempo e il consumo di tè in Europa era inizialmente riservato alle classi sociali superiori. Le teiere europee all'epoca erano in argento, con la prima inglese conservata, al Victoria and Albert Museum, datata 1670. Contemporaneamente, iniziò la produzione di copie delle teiere in terracotta cinese (la Fulham Pottery di Londra le produceva già nel 1670). Fu solo nel 1708 che i primi esperimenti riusciti di von Tschirnhaus abilitarono Böttger, e la fabbrica Meissen a Dresda iniziò l'attività nel 1710 e produsse buone copie della porcellana giapponese Kakiemon e Imari. Quando le ceramiche europee in Olanda, Germania e Inghilterra iniziarono a produrre i propri articoli da tè, dapprima imitarono i disegni cinesi del bocarro. Molte ceramiche inglesi, però, decisero di non rischiare denaro sul nuovo materiale, e continuarono la produzione di teiere in terracotta e ceramica; i famosi servizi di creamware (una terracotta raffinata color crema) realizzati nello Staffordshire raggiunsero popolarità nella seconda metà del XVIII secolo.
A cavallo del XVIII secolo, il design e la decorazione della teiera europea iniziarono a deviare dalla tradizione cinese, con la forma a pera, o piriforme essendo la prima grande innovazione. Una delle prime teiere piriformi inglesi risale al 1690, la forma si diffuse ai tempi della regina Anna e da allora rimane in voga. Le altre forme popolari nel XVIII secolo erano "globulare" (vaso sferico su piede rialzato) e un vaso (o urna, in stile Luigi XV), con quest'ultimo che rappresenta un raro ritorno alle origini della teiera.
Nella seconda metà del XVIII secolo, le fabbriche inglesi introdussero i servizi da tè abbinati. La richiesta originale di servizi da tè in porcellana "Cina" fu infine sostituita, almeno tra i ricchi, dall'entusiasmo per i pezzi d'argento che furono ampiamente prodotti entro la fine del regno di Giorgio III. Per i meno abbienti venivano realizzati set in peltro, per lo più come copie semplificate dei pezzi d'argento.

### America
Nell'America coloniale, Boston divenne l'epicentro della produzione e dell'arte dell'argento. Tra i tanti artisti di Boston c'erano quattro grandi famiglie nel mercato dell'argento della città: Edwards, Revere, Burt e Hurd. Le loro opere d'arte includevano teiere d'argento. Due nuove forme "coloniali" apparvero nel tardo periodo georgiano: teiere ovali e ottagonali con basi piatte, manici semplici a forma di C e, spesso, beccucci affusolati diritti.

## Ritenzione del calore
La capacità di una teiera di mantenere il calore dipende dal materiale. Ad esempio, si suppone che il gres mantenga il calore meglio della porcellana.
Per mantenere le teiere calde dopo che il tè è stato preparato per la prima volta, le famiglie inglesi dal 18º secolo hanno utilizzato il copriteiera, un rivestimento in tessuto imbottito, molto simile a un cappello, che copre la teiera. Il copriteiera è diventato molto popolare nel XX secolo come oggetto pratico e decorativo in cucina.

## Caratteristiche
Le teiere si sono evolute dai modelli in cui il coperchio era appoggiato in una rientranza del corpo del vaso al coperchio posto sopra il corpo, e poi al design moderno con le profonde flange del coperchio che ne impedivano la caduta.
Quando il tè viene versato, l'aria esterna deve entrare nel corpo della teiera; pertanto il design prevede un coperchio poco aderente o un foro di sfiato nella parte superiore della pentola, solitamente nel coperchio.
Il filtro incorporato alla base del beccuccio è stato mutuato dalle caffettiere che a loro volta riprendono questa caratteristica dai recipienti progettati per altri liquidi (il primo filtro incorporato conosciuto risale al 1300 a.C.).
Il caffè a goccia e la caffettiera sono stati inventati all'inizio del XIX secolo, subito dopo sono stati sviluppati progetti simili per il tè.
Gli infusori moderni hanno avuto origine nel 1817, quando fu concesso un brevetto inglese per un "tè o caffè biggin", un cestino di metallo che si trovava sul fondo della teiera. Seguirono molti altri modelli di porta foglie di tè, con infusori da tè e cucchiaini da tè arrivati nella prima metà del XIX secolo.
La prima teiera elettrica automatizzata fu inventata nel 1909.

## Materiali
I materiali tipici utilizzati per le teiere sono stati il gres (Yixing), la porcellana, l'argento e l'oro.
Le teiere di latta arrivarono intorno al 1700, consentendo un design a basso costo. Allo stesso tempo era iniziato l'uso del britanniaware (un tipo specifico di lega di peltro, favorito per il suo aspetto argenteo e la superficie liscia). La nichelatura fu introdotta nella seconda metà del XIX secolo. Teiere di terracotta furono prodotte nello Staffordshire dal 1720 al 1780, con forme curiose (animali, case, ecc.) rese possibili dall'uso di stampi (e non dal tornio da vasaio). Lo smalto era ampiamente utilizzato alla fine del XIX secolo.
Nel XX secolo l'uso dell'alluminio è diventato popolare. L'arrivo del vetro resistente al calore ha reso possibile una teiera di vetro, con il primo design "Teaket" prodotto nel 1932.

## Dribbling
Un fenomeno che si verifica con alcune teiere è quello del gocciolamento in cui il flusso scorre lungo l'esterno del beccuccio, in particolare quando il flusso inizia o si interrompe. Diverse spiegazioni per questo fenomeno sono state proposte in tempi diversi. Rendere la superficie esterna del beccuccio più idrofobica, e ridurre il raggio di curvatura dell'interno del puntale in modo che il flusso si stacchi in modo netto ed eviti il gocciolamento.

## La teiera marocchina
In Marocco, le teiere in acciaio inossidabile sono essenziali per preparare il tè alla menta marocchino. Le teiere marocchine sono resistenti al calore e possono essere messe direttamente sul fornello. Con bicchieri da tè colorati, fanno parte del rituale del tè marocchino. Il tè è considerato bevibile solo quando ha la schiuma in cima. Le teiere hanno un lungo beccuccio ricurvo per versare il tè da un'altezza di 12 pollici sopra i bicchieri, che produce schiuma sulla superficie del tè. I loro disegni possono andare dal minimalista al pesantemente decorato.

## Galleria d'immagini

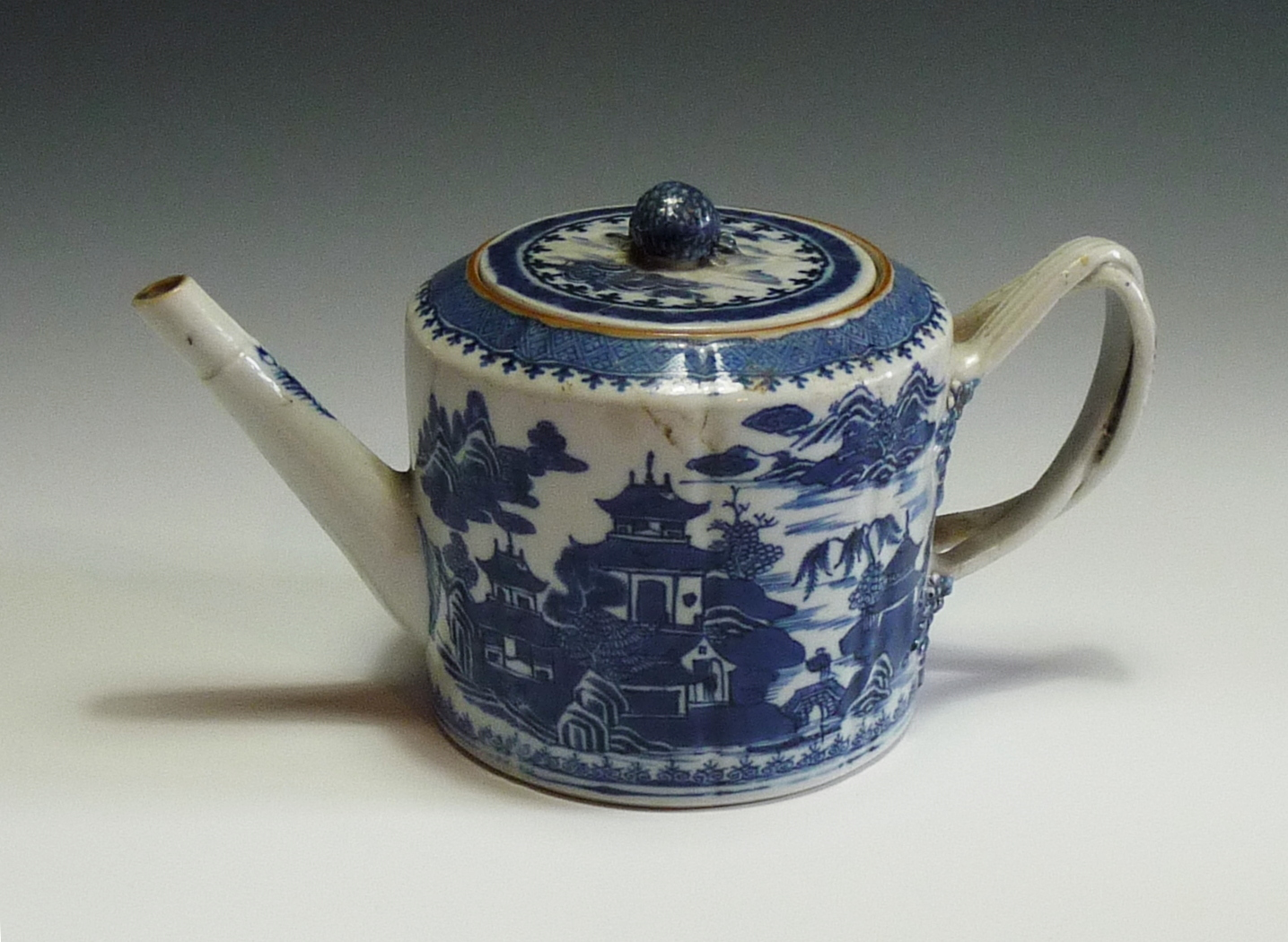
Teiera cinese in porcellana blu e bianca dipinta a mano, XVIII secolo.
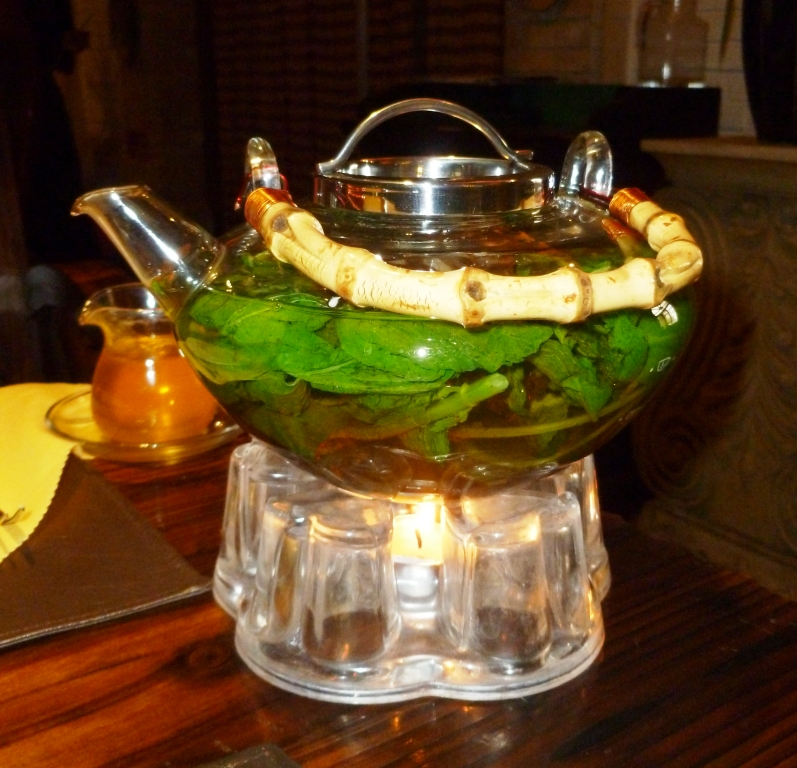
Teiera di vetro contenente foglie di menta.
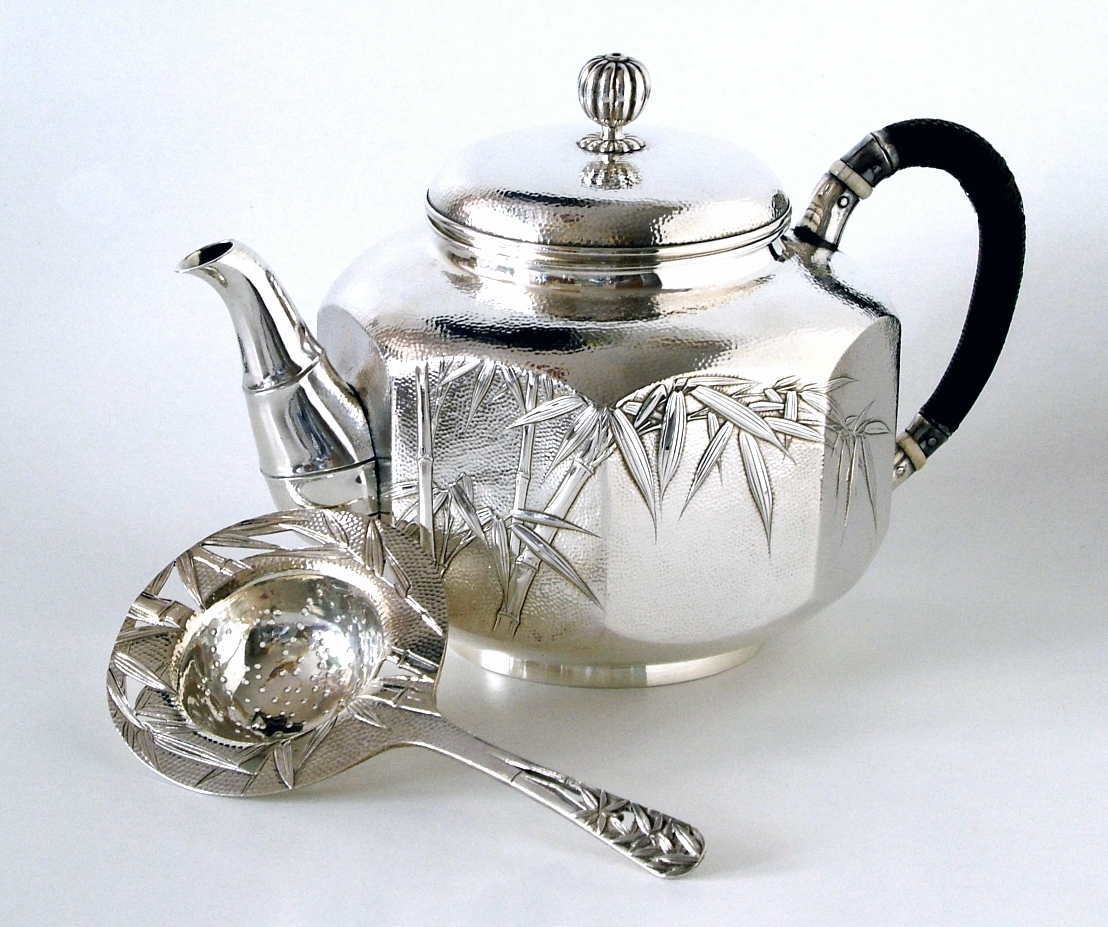
Teiera giapponese in argento.
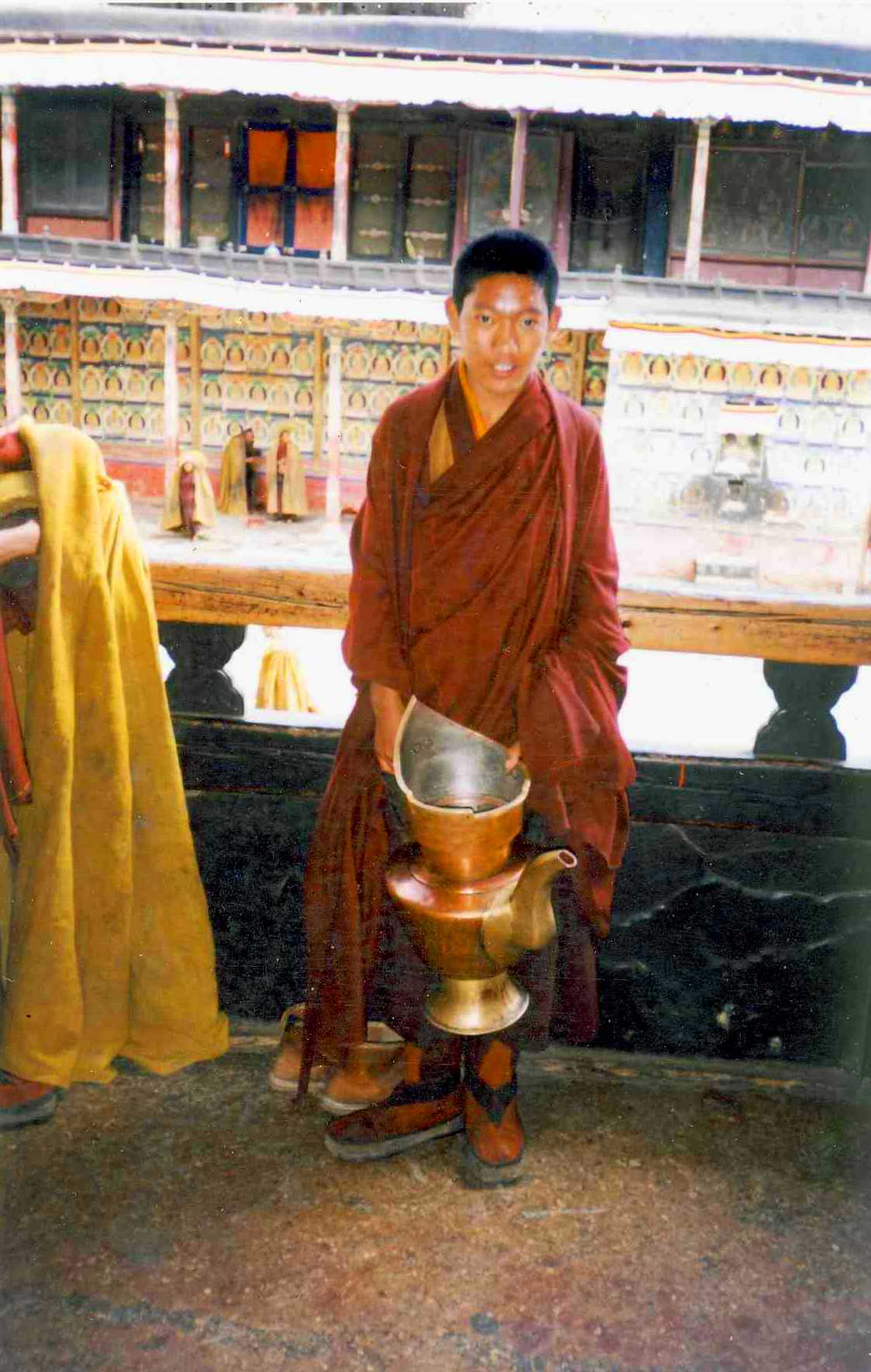
Monaco che tiene una grande teiera a Tashilhunpo, Tibet.
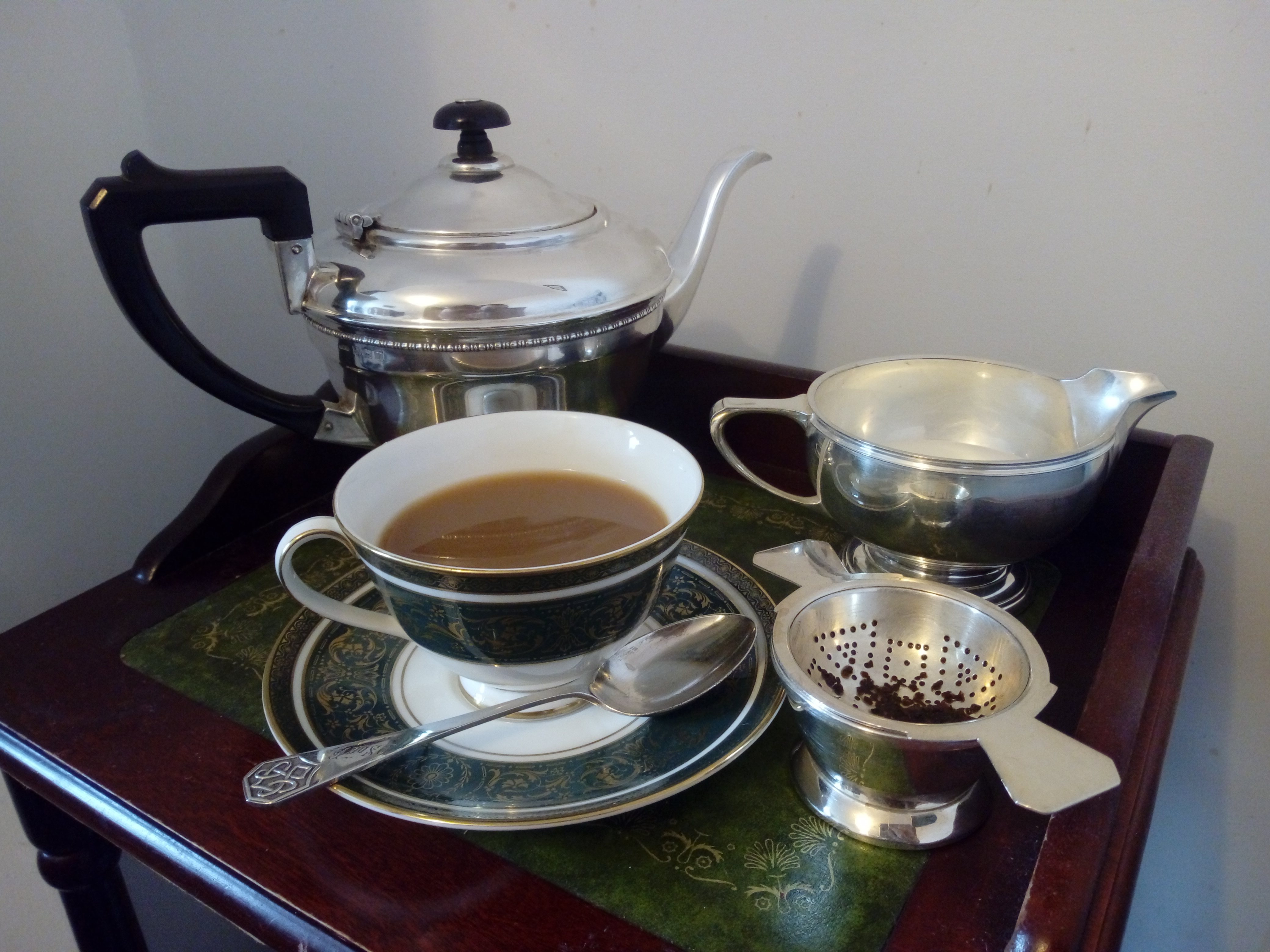
Teiera inglese in argento con servizio da tè.
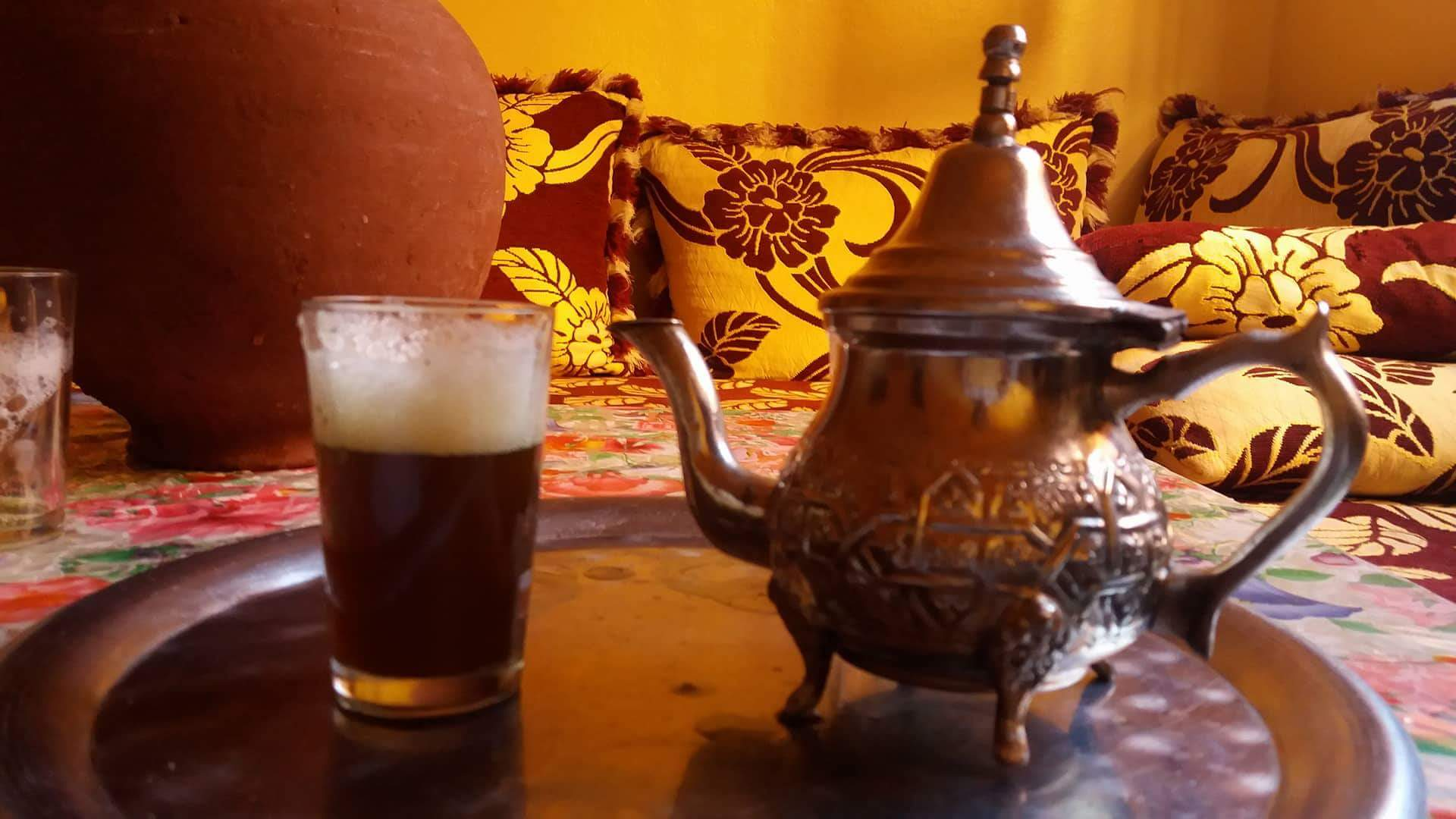
Teiera marocchina.
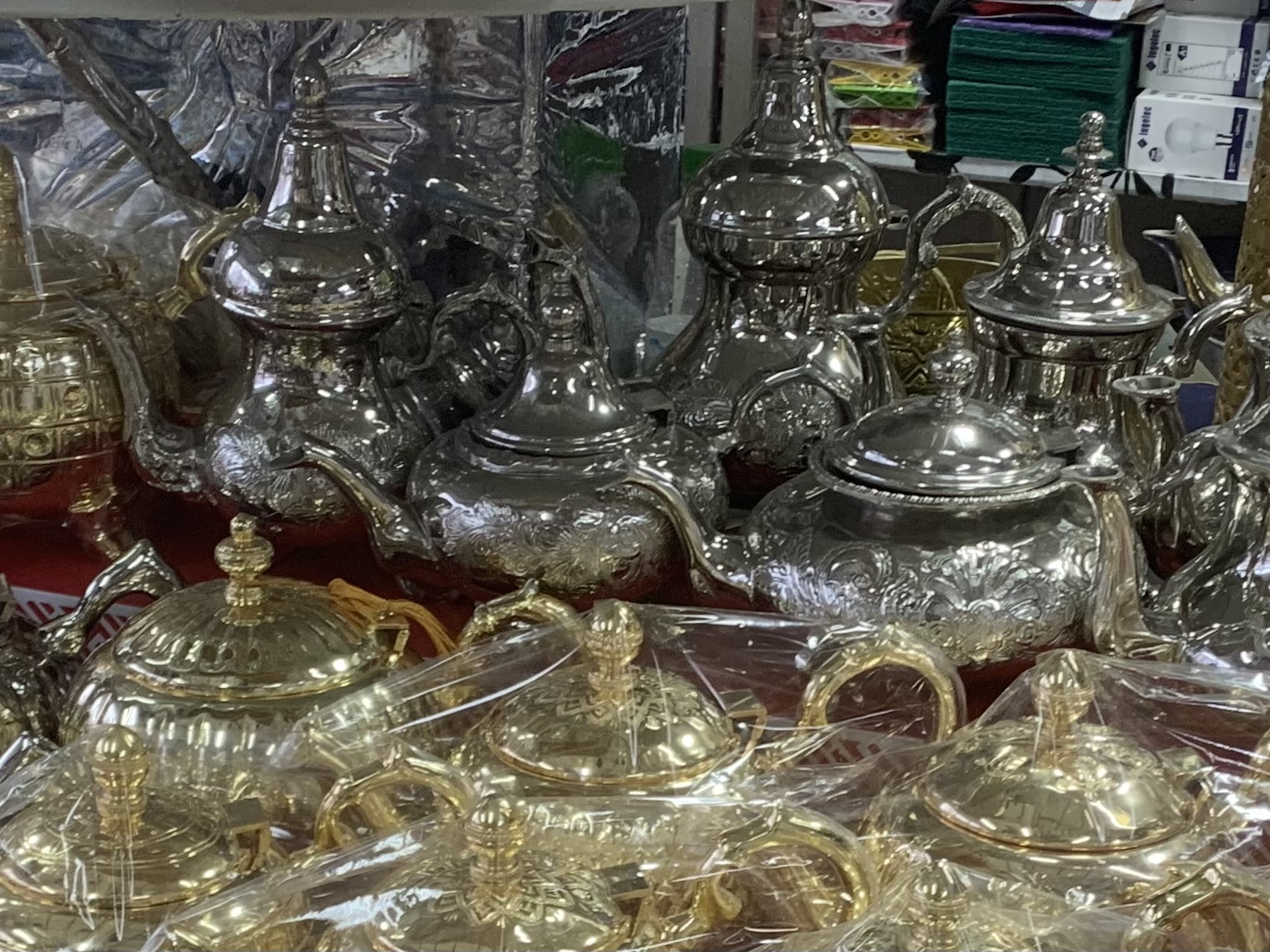
Teiere tradizionali marocchine.
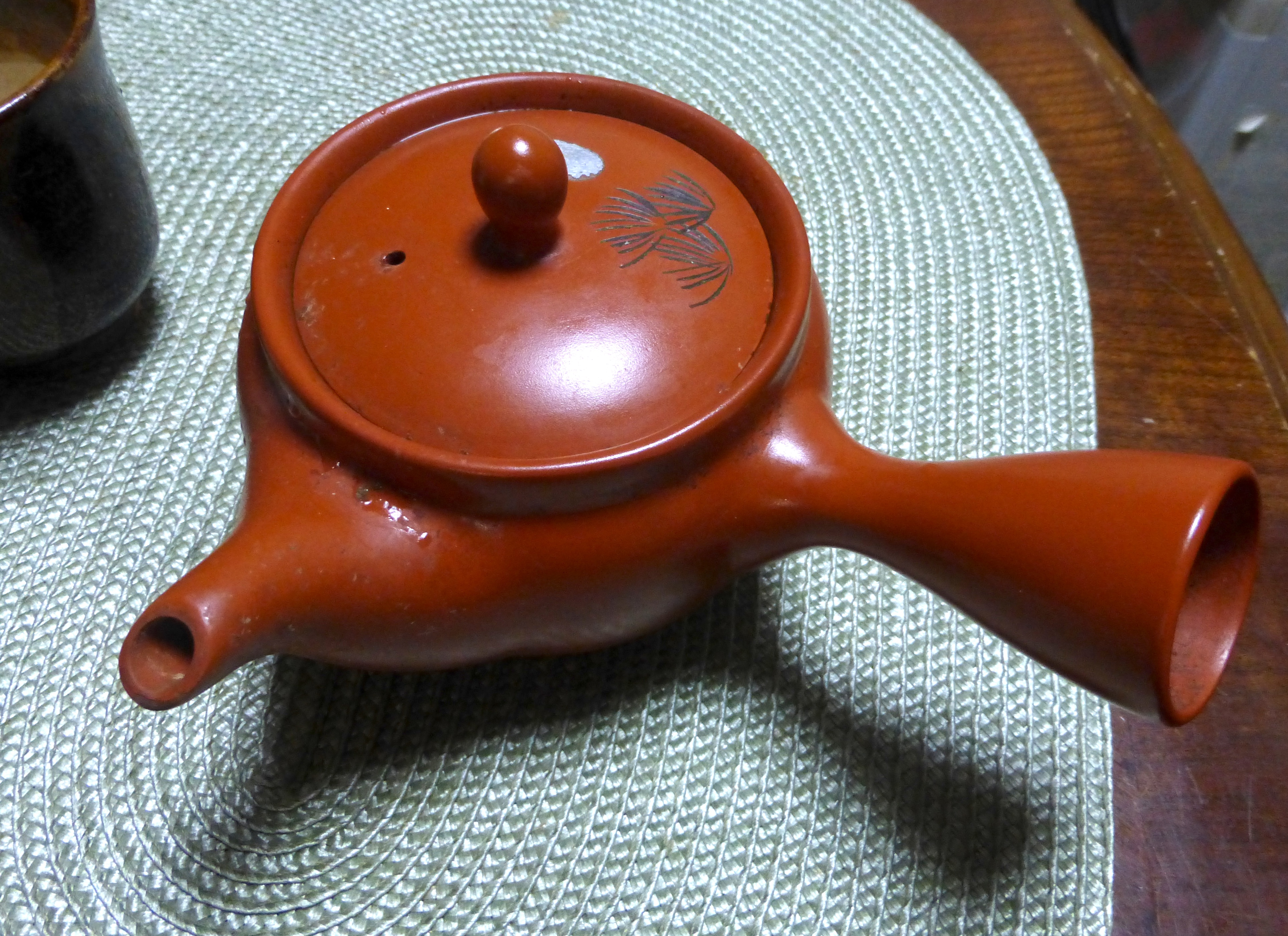
Il kyūsu è una comune teiera giapponese, spesso con il manico sul lato della teiera.
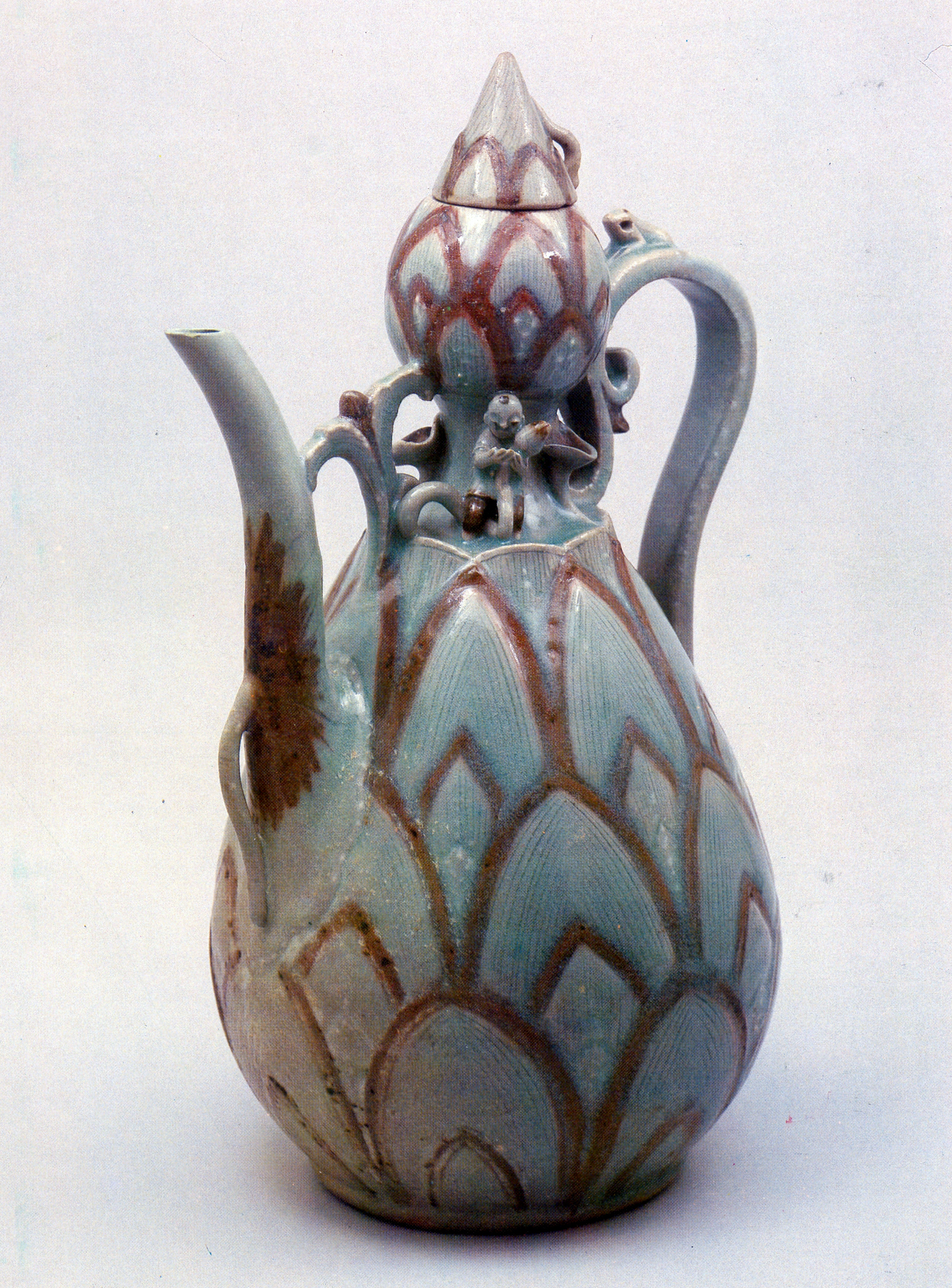
Teiera antica coreana.